# 科隆戰爭
科隆战争（德語：Kölnischer Krieg），又称总管战争（德語：Truchsessischer Krieg），是1583年至1588年德意志科隆地區爆發的天主教和新教之间的戰爭，导致神圣罗马帝国历史上的一个教会公国——科隆选侯国（位于如今德国的北莱茵-威斯特法伦州境内）变得满目疮痍。它发生在德意志宗教改革和随后的反宗教改革背景下，同期发生的还有荷兰起义和法国宗教战争。
这场冲突考验了1555年《奥格斯堡和约》中所包含的“教会保留”原则。该原则排除或“保留”了神圣罗马帝国的教会诸侯领地，使其不适用于“教随君定”作为确定领土宗教的主要手段。相反，它规定了如果一位教长改信新教，那么他应该辞职，而不是强迫他的臣民改信新教。1582年12月，科隆总主教-选帝侯、瓦尔德堡的总管格布哈特改宗新教，应依照教会保留原则辞职。然而，他却宣布对其臣民实行宗教平权，并于1583年与曼斯费尔德-艾斯莱本的阿格內斯结婚，意欲将教会公国转变为世俗的王朝公国。座堂圣职团的一个圣职派别遂推选出另一位总主教：巴伐利亚的恩斯特。
最初，科隆总主教的军队是为了争夺部分领土的控制权而斗争。几位持有选侯领地并负有封建义务的男爵和伯爵也同时持有荷兰临近省份的领地；例如威斯特法伦、列日以及南部，或西属荷兰。复杂的封邑制和王朝封地使得地方性的争斗迅速扩大，当中包括了来自普法尔茨选侯国、荷兰、苏格兰和英格兰的新教傭兵，以及来自巴伐利亚和教廷的天主教傭兵。1586年，冲突进一步扩大，舊教一方的西班牙军队和意大利傭兵直接介入，法国的亨利三世和英格兰的伊丽莎白一世则为新教軍隊方面提供财政和外交支持。
这场冲突与1568至1648年的荷兰起义同期发生，从而鼓动了荷兰各起事的行省和西班牙人的参与。战争结局最後有利于天主教，巩固了维特尔斯巴赫家族在德意志西北部地区的权威，并促进了莱茵河下游的天主教复兴。重要的是，它也为外部干预德意志的宗教和王朝冲突开创了先例。

## 背景

### 神圣罗马帝国的宗教分裂
在16世纪之前，天主教会是神圣罗马帝国唯一的官方信仰，也是基督教的唯一教派。一位德意志神父马丁·路德要求改革教义和实践，但遭教廷處以绝罚后，他便開創了信義宗，是為德意志宗教改革並迅而演變為全歐洲的宗教改革。神學家之间的这种争论，这种改革教会教义（在天主教训诫中是無謬且神圣不可侵犯的）的思潮，原本被神圣罗马皇帝查理五世视为无足轻重，却在帝国的许多地区引发了论战和竞争，并迅速升级成为武装派系，加剧了既有的社会、政治和领土矛盾。这些紧张关系体现在新教的施马尔卡尔登联盟之中——许多改信信義宗的王公們都同意保护彼此的领土和地方主权不受侵犯；作为报复，仍忠于天主教会的王公们则成立了防御性的神圣联盟。至1530年代中期，神圣罗马帝国的德意志各邦国皆因家族关系、地理需求、宗教忠诚和王朝抱负而纷纷演变成武鬥。宗教问题既加重又掩饰了这些世俗冲突。
王公和神职人员們都明白，天主教会存在的制度的滥用阻碍了信徒的实践，但他们在解决问题的方法上存在分歧。新教徒认为教义的改革是必要的（特别是关于称义、赦罪、炼狱及教廷的权力），而那些仍然信奉天主教的人希望只改革神职人员的道德，但不必牺牲天主教教义。教宗保禄三世于1537年召集了一个理事会来研究这个问题，并实施了几项内部机构改革，旨在消除一些最公然的滥用职权、买卖圣职和裙带关系现象；尽管神圣罗马皇帝和罗马教宗为此作出共同努力，但两种信仰的统一还是建立在了不同的“教会”概念和称义原则的基础上。天主教徒坚持传统的教义，认为只有天主教会才是唯一真正的教会；而新教徒则坚持认为，基督建立的教会是无形的，不受任何宗教机构的约束。在称义问题上，路德派坚持「稱義」仅凭信心而发生；而天主教徒则固守传统的天主教教义，称义既包括對基督的信心，還得行善積德。施马尔卡尔登联盟于1537年成立自己的普世合一运动理事会，并提出了若干信仰戒律。当代表们于1540至1541年度在雷根斯堡会晤时，就信仰和称义的教义达成了一致，但在圣礼、告解、宽恕以及教会的定义上却仍然存在分歧。天主教和信義宗的信徒似乎比昔日更加疏远；只有少数几个市镇和城市的路德派信徒与天主教徒能够生活在一起——即使只是表面上的和谐。至1548年，政治分歧与宗教问题重叠，使任何形式的协议都显得遥不可及。
1548年，查理五世颁布《奥格斯堡临时敕令》，以此寻求宗教和平的共同基础。但此举却疏远了新教和天主教王公以及教宗；即便是查理，对宗教解决方案的政治和外交議題也不满意。在1551至1552年度召开的所谓特利腾大公会议期间，教宗儒略三世并没有解决更分歧的宗教问题，只是重申了天主教教义是全無謬誤，并谴责新教的教義为异端。

### 克服宗教分歧
显然，查理的临时解决方案无法继续推行。他下令召开奥格斯堡帝国议会，由各邦在会上讨论宗教问题及其解决办法。他本人没有出席，而是授权其胞弟斐迪南以“行动并解决”领土、宗教和地方权力的争端。在会议上，斐迪南哄骗、劝说和威胁与会代表，使他们在三项重要原则上达成一致。其中“教隨君定”（Cuius regio, eius religio）原则明确了一个邦国内部的宗教统一：一個世俗國家中，君王所信的教派，就成为該国所有居民的信仰。那些牴觸君王宗教信仰的居民可以賣掉自己的產業，移民出境，这在16世纪是一个创新的想法；各代表对这一原则进行了详细讨论，在从各个可能的角度审查了问题和拟议的解决办法后，最终就其措词的具体情况达成协议。第二项原则涵盖了教会国家的特殊地位，称为“教会保留”原则：在教会领土内，如果教长改变其宗教信仰，生活在这个国家的百姓們则不必这样做。相反的，这位教长應該辞去他的职位，尽管这并没有在协议中阐明。第三个原则，即斐迪南宣言，免除了贵族和部分城市的宗教一致性要求：如果自1520年代中期該地區便開始德意志宗教改革，則允许保留部分可供天主教徒和路德宗信徒混居的城市和市镇。它还保护了王族、贵族和部分城市的权威，以确定他們領土上的宗教一致性。斐迪南在是最后一刻擅自插入这条原则。

### 遗留问题
1555年以后，《奥格斯堡和约》成为管治信義宗和天主教信仰在神圣罗马帝国的德意志领土上共存的合法法律文书，并有助于缓和所谓的天主教信徒和信義宗信徒之间的紧张关系，但它有两个根本性的缺陷。首先，斐迪南在辩论中匆忙发表了关于宗教保留的条款；它没有像“教隨君定”那样，在得到广泛的接受和支持之前经历审查和讨论。因此，它的措词并未涵盖所有、哪怕是大多数的潜在法律情境。其次，在全体会议上根本没有对“斐迪南宣言”进行辩论；斐迪南行使他的“行动并解决”权，在最后一刻补充了这一条款，以回应王室家族和贵族的游说。
虽然这些特定的缺陷在而後的數十載一直困扰着帝国，但《奥格斯堡和约》的最大弱点可能是它没有考虑到在路德的信義宗（當時又稱福音派，即路德宗）和加爾文的歸正宗（當時又稱改革宗）传统中，不断增长的宗教表达的多样性。在这幾十年之中，其他信条也得到了普遍认可——即便不是合法的；到1555年，路德提出的改革不再是宗教表达的唯一可能：重浸派，诸如弗里斯兰人门诺·西蒙斯及其追随者、的追随者（他们在西南部和西北部特别强大），以及的追随者，皆被排除在《奥格斯堡和约》的考量和保护之外。根据奥格斯堡的协议，他们的宗教信仰仍然是异端邪说。

### 查理五世的退位
1556年，在一片盛况中，查理依偎在其爱将——时年24岁的拿骚和奥朗日伯爵威廉肩上，放弃了他的土地和职权。西班牙帝国，包括西班牙、荷兰、那不勒斯、米兰和西班牙在美洲的属地，都归他的儿子腓力所有。斐迪南，即前一年代表他参与和约谈判的胞弟，则已经拥有了奥地利土地，也是继承查理成为神圣罗马皇帝的最佳人选。
查理的选择是恰当的。腓力在文化認同上可以說是西班牙人：他出生于巴利亚多利德，在西班牙宫廷中长大，他的母语是西班牙语，并且更喜欢住在西班牙。斐迪南则对神圣罗马帝国的其他诸侯都很熟悉。虽然他也出生在西班牙，但自1531年起，他就开始管理其兄长在帝国的事务。一些历史学家认为，斐迪南也深受歸正宗的神学所感染，他可能是神圣罗马帝国历史上，思想最接近新教的皇帝；其一生至少在名义上是一名天主教徒，尽管据说他在临终前拒绝了臨終祝禱。其他历史学家认为，虽然斐迪南是一名虔诚的天主教徒，但与其长兄不同，他认为政治歸政治，宗教歸宗教。
查理的退位对帝国与法国和荷兰的外交关系产生了深远的影响，特别是在他将西班牙王国的领土分配给腓力之后。在法国，国王和大臣们对哈布斯堡王朝的包围日愈感到不安，并从德意志边境地区寻求盟友来反对哈布斯堡的霸权；他们甚至准备与一些新教国王结盟。在荷兰，腓力統治西班牙引發了一些特殊问题；为了和谐、秩序和繁荣，查理没有像腓力那样严厉地镇压宗教改革，他甚至也接受高度地方自治。而腓力则是一位虔诚的天主教徒和严厉的專制君主，他对荷兰進行嚴峻的政治、经济和宗教政策，结果在他登上王座不久後，就导致了荷兰人的叛乱。腓力的好戰意味着西班牙哈布斯堡王朝的正規軍或傭兵占领了大部分高地省份，而络绎不绝的西班牙人和供需品也通过始于意大利北部的西班牙之路，穿过勃艮第的土地，频繁进出于佛兰德。

## 战争起因

科隆选侯国的主要城镇地图。科隆市不属于选侯国领土，但它属于主教教区。灰色线条为当代边界，河流也以当代河道呈现；所有边界均为粗略划定。

作为神圣罗马帝国的一个教会公国，科隆选侯国包含有科隆总主教的世俗财产：所谓的上施蒂夫特（位于选侯国南部）、下施蒂夫特（选侯国北部）、西雷克林豪森和威斯特法伦公国的采邑，以及几块不连贯的小飛地领土，被邻近的于利希-克莱沃-贝格联合公国所隔开。科隆市由选侯国所环绕，是总主教区的一部分，但并非选侯拥有的世俗财产。选侯国受帝国的总主教兼选帝侯统治。作为总主教，他负责帝国最富庶地方之一的精神领导，并有权支配其财富。作为选帝侯，他身处帝国的最高社会地位，拥有特定而广泛的法律、经济和司法权利。作为选举人，他是有资格从特定候选人中选出神圣罗马皇帝的人之一。
选侯国的名字源自这座城市——直到1288年，科隆一直是总主教区的首府。之后，大主教兼选帝侯分别将位于科隆以南30公里的小城波恩作为其首府，将科隆以南12公里处、莱茵河畔的小城布吕尔作为其住所；至1580年，他的住所及首府均设在波恩。尽管科隆于1478年获得了帝国自由市地位，但科隆总主教保留了该市的司法权；他充当庇护人或相当于地方行政官的角色，拥有刑事管辖权；只有他才能执行所谓的“血刑”——包括死刑和涉及见血的体罚。但无论其担任审判人的地位如何，除非在特殊情况下，否则他都不能进入科隆市，这使得几个世纪以来，市议会与选帝侯-总主教之间形成了在政治和外交上都不稳定、且通常是敌对的关系。
总主教的职位通常由贵族后裔担任，不一定是司祭；这种普遍的做法允许贵族的年轻儿子们无須苦苦修道，便能找到名利雙收的职位。总主教和选帝侯是由座堂圣职团选举产生，其成员也将担任他的顾问。作为圣职团成员，他们需要参加弥撒或唱诗，以及履行其他必要的职责。他们不会被要求成为司祭，但如果他们愿意，仍然可以晋铎。作为荣誉教士，他们从教会收入中收受俸禄；根据教会地位和财富的差异，这可能会带来可观的岁俸。在选侯国，圣职团由来自不同社会阶层的24位咏礼司铎组成；他们每人都在唱诗班都拥有一席之地，这取决于他们的地位，而他们的地位通常取决于其家族的社会地位。

### 1577年选举
1577年9月，伊森堡的萨伦丁辞去了科隆选侯的职务，并于12月与阿伦贝格亲王卡尔的妹妹——安东尼娅·威廉明妮（Antonia Wilhelmina von Arenberg）完婚。萨伦丁的辞职要求主教圣职团推选出一位新的总主教兼选帝侯。两个候选人就此浮出水面。格布哈特是瓦尔德堡总管威廉与菲斯滕贝格的约翰娜的次子。作为瓦尔德堡世家雅各布派系的后裔；其叔父身为枢机，而他的家族也跟神聖羅馬帝國皇室有着重要的联系。第二位候选人是巴伐利亚的恩斯特，他是巴伐利亚公爵阿尔布雷希特五世的三子。作为强大的维特尔斯巴赫世家的一员，恩斯特可以通过他在帝国天主教贵族中广泛的家族关系来获得支持；他在萨尔茨堡、特里尔、维尔茨堡和明斯特等重要的教區机构里都有熟人，可以施加间接压力。
自1570年以来，恩斯特一直是科隆的咏礼司铎。他得到了邻近的于利希公爵和座堂圣职团内几个盟友的支持。尽管有教宗額我略十三世的加持，與恩斯特强势的父亲为他站台，但当萨伦丁同意遵守特利腾程序后，他们于1571年为恩斯特争取科隆选侯国助理主教的努力便失败了；倘若成为助理主教，恩斯特完全有能力证明自己是萨伦丁合乎逻辑的继任者。然而，自那以后，他在其他方面有所进步，成为列日、弗赖辛和希尔德斯海姆的主教，这些都是天主教反改革的重要据点。他是一位全职圣秩者，不需要通过神学上的学识来当选总主教，而是取决于他的家族关系。恩斯特在几个圣职团的成员身份扩大了家族的影响力，其作为主教的地位也使他从几个教区获得了部分收入。他曾接受耶稣会的教导，教宗认为与其家族合作是限制路德宗和加尔文宗在北部各邦传播的一种有效手段。
同样是非长子的格布哈特自幼便接受了广泛的人文教育，为投身宗教事业做好准备；除了其母语德语外，他还学习了数门外语（包括拉丁语、意大利语和法语），并研究了历史和神学。在迪林根、因戈尔施塔特、佩鲁贾、鲁汶等地的大学进修之后，他于1560年在奥格斯堡开始了自己的神职生涯。然而，他在奥格斯堡的行为曾引起了一些丑闻；当地主教——即其叔父，请求巴伐利亚公爵就此向他提出规劝，这显然使他的行为有所改善。自1561年起，格布哈特先后成为科隆座堂执事（1561－77年）、科隆圣格里安圣殿咏礼司铎（1562－67年）、以及斯特拉斯堡（1567－1601年）、埃尔旺根（1567－83年）和维尔茨堡（1569－70年）的咏礼司铎。1571年，他成为斯特拉斯堡座堂的执事，并一直担任这个职位直到去世。1576年，经教宗提名，他还成为奥格斯堡座堂的教士长。与竞争对手一样，这些职位给格布哈特带来了影响力和财富；这和他的神职品行无关。
如果教宗額我略十三世可以決定人選，那麼他會任命恩斯特，可惜就算是教宗也沒有決定權，因為他不是座堂圣职团的成员。格布哈特则在圣职团内得到支持。1577年12月，在经过与教宗愛將恩斯特的激烈竞争后，格布哈特以两票的优势赢得选举，成为了科隆选帝侯兼总主教。虽然没有要求，但他还是同意由司祭授任；1578年3月，格布哈特正式接受祝圣，宣誓拥护特利腾大公会议的法令。

### 格布哈特的改宗
曼斯费尔德-艾斯莱本的阿格內斯是格雷斯海姆（今属杜塞尔多夫）一所女修道院的新教女法政。她的家族是老曼斯费尔德世家的一个分支，到16世纪中期，老曼斯费尔德家族已经失去了大部分的财富，但却没有失去其影响力。曼斯费尔德-艾斯莱本族系在其辖区内仍保有重要的权威；阿格內斯的几位堂兄和叔父都是《协同书》的签署者，这个家族在宗教改革事务上有相当大的影响力。她在马丁·路德出生的市镇艾斯莱本长大。其家族的房产位于萨克森，但阿格內斯的姐姐住在科隆，嫁给了克里钦根的彼得男爵（Freiherr Peter von Kriechingen）。虽然阿格尼斯是格雷斯海姆女修道院的一员，但她可以在闲暇时自由地去往任何想去的地方。关于她是如何引起格布哈特注意的，各报道不尽相同。有人说他是在女方拜访其在科隆的姐姐时见过她。其他人则说他是在一次宗教游行中注意到她的。无论如何，在1579年末或1580年初，她成功吸引了格布哈特。他找到了她，他们开始交往。她的两个长兄恩斯特和霍耶·克里斯托夫很快便拜访了总主教官邸，与格布哈特商讨结婚事宜。“格布哈特的天主教信仰绝不是基于他内心深处的信念，当他不得不决定是该放弃总主教的冠冕来对他所爱的女人保持忠诚，还是该放弃他的爱情并继续担任教会圣统制的成员时，他的信仰开始动摇”。在他考虑这一点的时候，关于他可能改宗的流言迅速在整个选侯国内中传开。

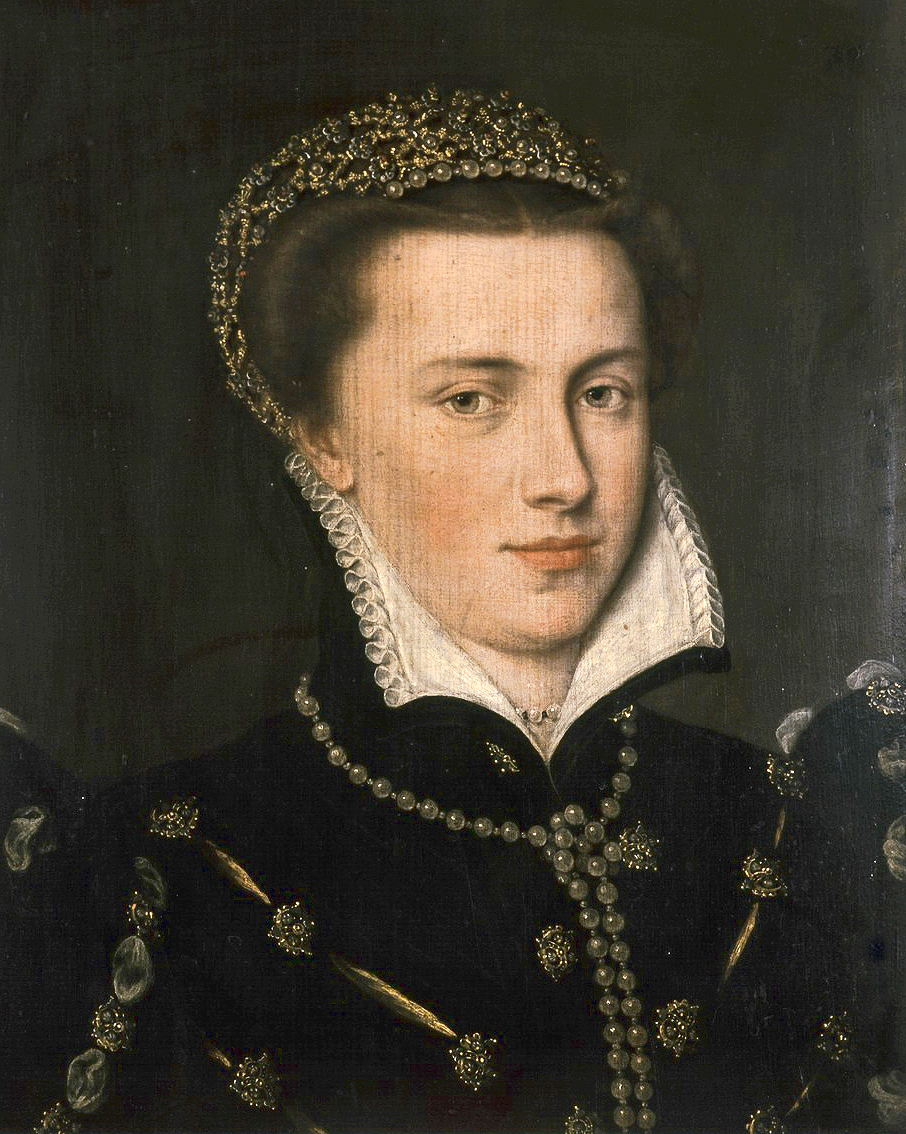
曼斯费尔德-艾斯莱本的阿格內斯

仅仅是格布哈特有可能脫離天主教，便足以在选侯国、帝国，乃至英格兰和法国这样的欧洲国家内引起恐慌。格布哈特考虑了他的选择，并听取了顾问们——尤其是胞弟瓦尔德堡的总管卡尔以及诺因阿尔的阿道夫的意见。他在座堂圣职团的反对者得到了来自巴伐利亚的维特尔斯巴赫世家和教宗的外部支持。外交官们穿梭于莱茵兰的各个朝廷，恳求格布哈特考虑改宗的后果，以及它将如何摧毁选侯国。这些使節們向他保证会支持其事业，前提是他改宗并能控制选侯国；但也威胁称，一旦他做不到，那就会摧毁他。科隆的地方法官，强烈反对在总主教的轄區内任何可能的改宗，以及对新教徒施行信仰自由的作法。新教信徒們则告诉格布哈特，可以結婚，可以保留國土，還可以转变为一个世俗的國家。在整个选侯国和边境，格布哈特的支持者和反对者集结他们的军队，各自武裝要塞，储存粮食，整軍備戰。1582年12月19日，格布哈特正式宣布改宗，用他的话来说，是依照神的道从“黑暗的教宗走向光明”。

### 改宗的牵连
科隆总主教改信新教在整个神圣罗马帝国引发了广泛的宗教和政治反响。他的改宗对由《1356年金玺诏书》建立的神圣罗马帝国选举制度的未来产生了深远的影响。在这一进程中，包括波希米亚、勃兰登堡、普法尔茨和萨克森四位世俗选举人，以及美因茨、特里尔和科隆三位教会选举人在内，合共七位帝国选侯有权选出皇帝。至少三位的固有天主教选侯共同统治着帝国一些最繁荣的教会领地，确保了天主教徒和新教徒在选举中的微妙平衡；其它选侯只需投一票给天主教候选人，便可确保未来的皇帝将继续奉行所谓的旧教。若选举团中有一名成员可能转向新教一方，并产生一名继承人来延续这种转变，则将打破选举团的平衡，使新教受益。

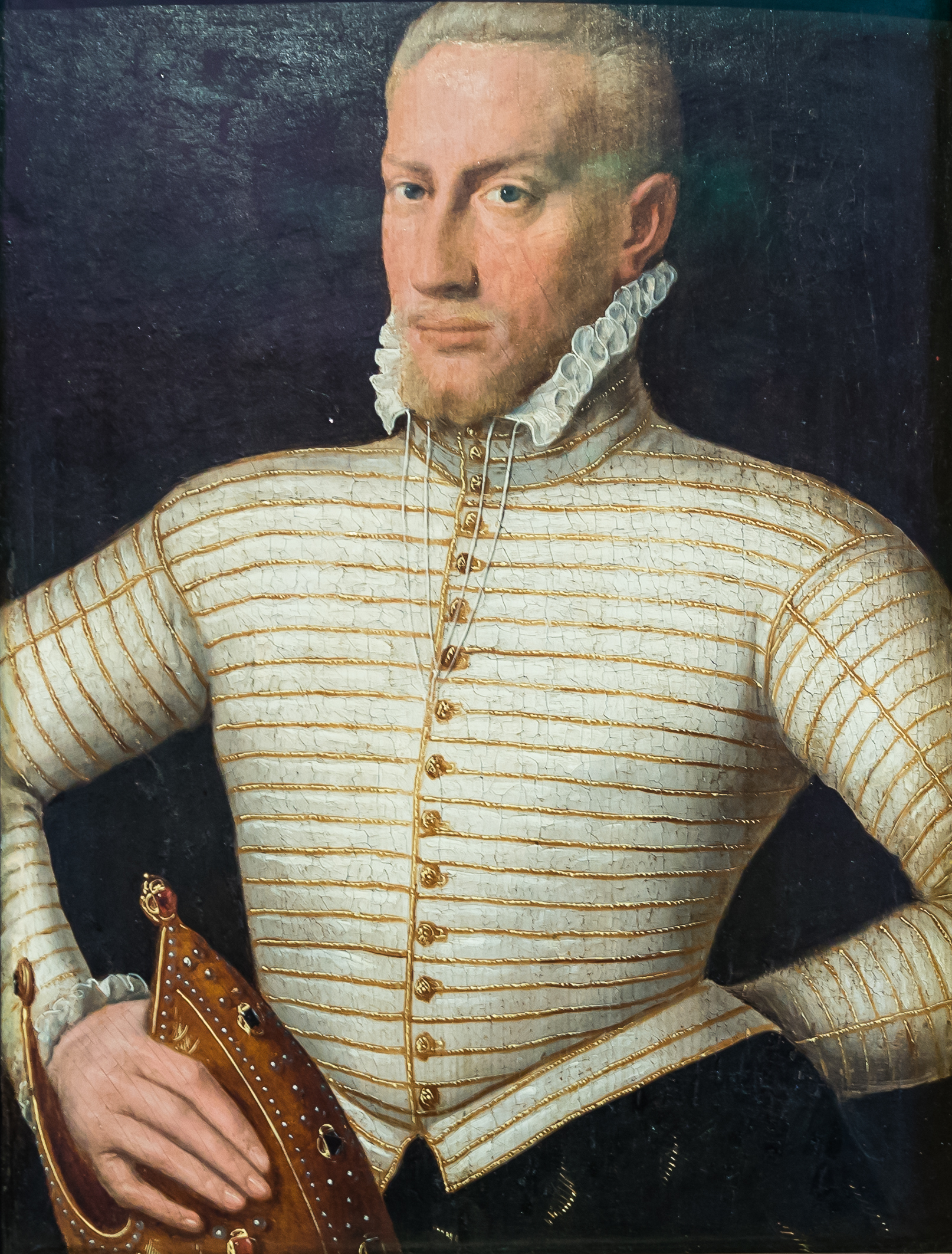
瓦尔德堡的总管格布哈特皈依新教，随后结婚，并拒绝辞职，引发了这场战争。

将教会教座转变为由新教君王统治的王朝领域，挑战了“教会保留”的原则，该原则旨在保护教会选侯国不受这种可能性的影响。这种改宗的困难以往也曾遇到过：先前的科隆选帝侯及总主教——韦德的赫尔曼也改信了新教，但他已经辞职。同样，格布哈特的前任——伊森堡的萨伦丁确实于1577年结婚，但他甚至在结婚前便辞去了职务。此外，他结婚的理由（为其世家传宗接代）与格布哈特大不相同。瓦尔德堡世家显然没有绝嗣之虞；格布哈特有五位兄弟，当中仅一人剃髮出家。与退位的前任不同，当格哈特改宗后，便宣布在科隆市进行宗教改革，这激怒了科隆的天主教领导层，并疏远了座堂圣职团的天主教派系。再则，格布哈特信奉的也不是德意志流行的路德宗，而是法國與日內瓦流行的加尔文宗，這種型態也并未得到1555年《奥格斯堡和约》的批准。最终，他没有为辞去其选帝侯职务采取任何行动。
1583年2月2日，即圣烛节当天，格布哈特与曼斯费尔德-艾斯莱本的阿格內斯在波恩郊外罗森塔尔的一处私宅内完婚，使事情变得更加复杂。仪式结束后，这对新人列队前往波恩的选侯官邸，举行了盛大的宴会。当他们欢庆婚礼时，并不知道座堂圣职团的另一位成员——萨克森-劳恩堡公爵弗里德里希及其士兵们正在接近防御严密的凯泽斯韦特河对岸，并在短暂的战斗之后占领了城堡。科隆市民得知了这一消息，倍感欢欣鼓舞。
结婚两天后，格布哈特把总督的职责交给了其胞弟卡尔，并指定他管治波恩。然后，他与阿格内斯前往茨韦布吕肯，再进一步抵达毗邻索尔姆斯-布劳恩费尔斯附近的迪林根领地。在那里，一位坚定的支持者——诺因阿尔的阿道夫伯爵将帮助他筹集资金和军队来守住这块领地。格布哈特继而回到选侯国，开始筹备防御。
格布哈特显然是想把这个重要的教会领地转变成一个世俗的王朝公国。这种有问题的转变将使“教隨君定”原则在选侯国内生效。根据此原则，格布哈特的所有臣民都必须皈依新教：「教隨君定」，由君王來決定臣民的宗教信仰。此外，作为一个相对年轻的男子，其未来诞下儲君也是可期的。在成功地将一个富有的、外交上重要且具有战略意义的教會领地转变为世俗國家，并拥有一个令人垂涎的选侯職位这件事上，格布哈特和他年轻的妻子提供了一个非常真实的可能性。
1583年3月，教宗額我略十三世将格布哈特處以绝罚，圣职团也罢免了他，并推选时年29岁的咏礼司铎——巴伐利亚的恩斯特接替其职位，这是虔诚的巴伐利亚公爵威廉五世的胞弟。恩斯特的当选将确保强大的维特尔斯巴赫家族能够参与即将到来的皇帝选举。

## 战争进程
战争分为三个阶段。最初，这是格布哈特的支持者与座堂圣职团的天主教核心成员之间的小范围龃龉。随着巴伐利亚的恩斯特被选为竞争总主教，这场地方冲突在规模上扩大了：恩斯特的当选将确保维特尔斯巴赫世家在科隆选侯国地方事务中的军事、外交和经济利益。在1583年的普法尔茨选侯路德维希六世和1584年的沉默者威廉相继去世后，冲突再次转向，势均力敌的参战双方开始寻求外界援助来打破僵局。最后，在帕尔马公爵亚历桑德罗·法尔内塞率领西属佛兰德军队的干预下，使力量的天平偏向了天主教一方。至1588年，西班牙军队将格布哈特赶出了选侯国。1588年，他沦落至斯特拉斯堡避难，其余的新教据点也于1589年被帕尔马的部队悉数占领。 

### 座堂争斗
虽然格布哈特已经在其周围集结了一些军队，但他仍希望能得到路德派王公们支持。不幸的是，他皈依的是加尔文的歸正宗；像萨克森选侯奥古斯特这样虔誠、謹慎的路德信徒，并不愿向喀爾文的支持者提供军事支持，即便是普法尔茨选侯也无法说服他们加入。格布哈特有三个主要支持者。他的弟弟卡尔迎娶了霍亨索伦女伯爵埃莱奥诺蕾，格布哈特希望其家族与渴求权力的霍亨索伦家族的联盟会有助于他的事业。另一位长期盟友兼支持者是诺因阿尔伯爵阿道夫，这是一个成功和狡猾的军事指挥官，其军队负责保卫北部的领土。最后，普法尔茨选侯的弟弟——约翰·卡西米尔也表达了他的支持，并准备在选侯国南部中大展身手。

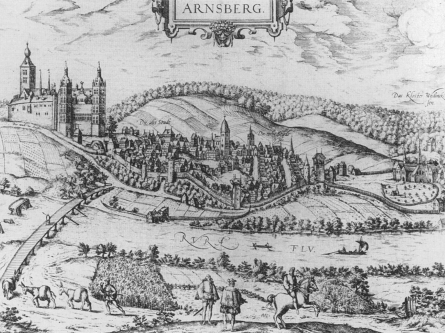
1588年左右的阿恩斯贝格宫。格布哈特在位初期就曾作为选帝侯在此居住，并资助了城堡的剩余重建工作。在座堂争斗期间，他和阿格內斯一直呆在那里，直至1584年恩斯特的军队逼近，迫使他们逃往代尔夫特。

在格布哈特改信新教的前幾个月，两支敵军在选侯国的南部交互廝殺，各顯神通，摧毁了所谓的上施蒂夫特。交戰双方都洗劫并焚毁了村庄、修道院和几个城镇；阿尔韦勒和林茨则因宣誓效忠萨伦丁，避免了毁灭。1583年夏，格布哈特和阿格內斯开始避难——先是在费斯特雷克林豪森的选侯封地，然后进入威斯特法伦公国内的阿恩斯贝格宫。在这两处领地内，格布哈特都尽其所能地推行宗教改革，尽管他的士兵一昧沉溺于圣像破坏和掠夺。
起初尽管经历了一些挫折，但戰爭似乎仍然对格布哈特有利，直到1583年10月，当普法尔茨选侯去世后，卡西米尔便解散了他的军队，回到其长兄的朝廷，成为他10岁的侄子暨新公爵的监护人。1583年11月，格布哈特在威斯特法伦的阿恩斯贝格宫给伊丽莎白女王的顾问兼间谍头目写信说：“我们的需求十分迫切，我们相信你和女王其他贤明的谋士能够帮助我们；再则，既然上帝召唤我们了解自己，所以我们从谋士那里得知你们热爱上帝，并要促进事奉上帝之事”。同一天，他还写信给坎特伯雷大主教和伦敦主教，陈述了他的观点：“诚然，罗马敌基督者正竭尽全力压迫我们和我们的教会……”。两天后，他给女王写了一封更长的信：“因此，我们谦卑地请求陛下借予我们10000枚安吉，并迅速寄出，以便今冬可以保护我们的教会免受敌人的入侵；因为如果我们失去了波恩，他们将处于最大的危险之中，而如果上帝允许我们保持这种危险，我们希望承蒙他的恩典，挫败敌基督者及其代理人，以及他们对那些呼唤真神的人犯下的滔天罪行”。
戈德斯堡是距离选侯国都城波恩仅数公里的一个要塞，于1583年末遭受了长达一个月的残酷围攻后仍未被征服；当巴伐利亚人的炮火无法击溃其壁垒时，工兵便在厚墙下方挖掘地道，从底部炸毁了防御工事。然而，天主教总主教的军队还是无法攻克残存的防御工事，故而他们从凸部厕的泄水道爬了进去。占领要塞后，他们杀死了几乎所有的守卫者，仅四个人例外。这四人包括卫戍部队的司令及其妻子和副官，其中后者是科隆一位重要政治家的儿子。戈德斯堡至波恩间约8公里长的道路上就此挤满了军队，看起来就像一座大军营。与此同时，几个月前组建了自己的军队并自愿代表天主教参战的萨克森-劳恩堡公爵弗里德里希，于阿尔斯特被格布哈特的支持者击败，这是后者在战争中为数不多的几场胜仗之一。
天主教徒愿向格布哈特支付一大笔钱，但遭到拒绝，他只要求复辟政权。当选帝团与皇帝先后在法兰克福和米尔豪森展开进一步谈判、但未能就解决争端达成协议后，教宗于1584年初调集了幾千個西班牙士兵作為支援。

### 外军参战
巴伐利亚的恩斯特当选，使地方性的争斗局面扩大到了整个德意志范畴之外。教皇承诺将55000克朗支付给士兵们，让他们为恩斯特而战，另外40000克朗则直接投入新任总主教的金库。在他兄弟的指挥下，恩斯特的军队向威斯特法伦推进，威胁到了格布哈特和阿格內斯在阿恩斯贝格的大本营。格布哈特和阿格內斯遂带着近1000名骑兵逃到荷兰的叛变省份，奥朗日亲王威廉在代尔夫特给了他们一处避难所。在那里，格布哈特向贫穷的威廉恳求军队和金钱。随着威廉亲王于1584年7月遇刺身亡，格布哈特再度致信伊丽莎白女王请求援助。伊丽莎白于1585年底作出回应，让他联系第一代莱斯特伯爵罗伯特·达德利——这是伊丽莎白在荷兰造反者当中的代理人，最近刚被任命为她在荷兰的军队总司令。伊丽莎白在处理与其表妹苏格兰女王玛丽一世的拥护者以及西班牙人的关系上也有着自己的麻烦。

### 僵持
到1585年底，尽管恩斯特的兄弟——巴伐利亚的费迪南德已大举进军科隆选侯国，但双方都陷入了僵局。由于有相当一部分人都接受加尔文的預選說，成為信徒；为了支持他们，加尔文派输出了一大堆的神学家、法学家、书籍和思想到日內瓦和斯特拉斯堡，這些地方的加尔文派是官方信仰。加尔文派的王公贵族們明白西班牙干预的危险：这意味着在他们的领地上会积极地推行反宗教改革。在法国，亨利三世国王也对此同样感兴趣，因为哈布斯堡王朝对其王国的包围正是令人担忧的理由。而在维特尔斯巴赫世家资助的耶稣会士的支持下，选侯国内的大部分人仍然坚持旧信仰。双方的支持者都犯下了自己的暴行：在科隆，仅仅是格布哈特即將派兵入寇的谣言，就导致暴徒杀了好幾個疑似同情新教徒的人。
恩斯特依靠其兄弟以及座堂圣职团内的天主教贵族来控制他所获得的领土。1585年，明斯特、帕德博恩和奥斯纳布吕克因不堪费迪南德在选侯国东部的不懈追击而屈服，不久之后，明登亦然。在他们的帮助下，恩斯特得以控制波恩。科隆市本身的支持也同样能够确保。然而，为了驱逐格布哈特，恩斯特最终不得不请求帕尔马公爵亚历桑德罗·法尔内塞的援助，法尔内塞曾是西班牙在荷兰的军队——佛兰德军队的总司令。
帕尔马公爵非常愿意帮忙。科隆选侯国对西班牙具有重要的战略意义，它为接近叛乱的荷兰北部省份提供了另一条陆路通道。尽管有“西班牙之路”可以从西班牙控制的地中海沿岸通往今天的比利时领土，但这是一个漫长而艰巨的征途，并因部队的补给和途经国家中潜在的敌对居民而使情况变得更加复杂。作为替代，莱茵河上的另一条路线有望更好地通往哈布斯堡尼德兰。此外，若几乎就在荷兰边上出现一个加尔文派选侯国，可能会阻碍他们将叛乱的荷兰人带回西班牙的统治和向天主教忏悔的努力。出于这种考虑，说服腓力二世及其将领们支持恩斯特的事业并不难。其实，干预的进程早已开始。1581年，腓力的军队便利用教宗提供的资金占领了新教徒控制的亚琛；至1580年代中期，在维特尔斯巴赫家族和科隆天主教徒的鼓励下，帕尔马公爵在整个选侯国的北部地区都有驻军。至1590年，这些驻军让西班牙得以无碍通往荷兰北部省份，腓力对这条军事通道感到满意，并且认为它们可以有效阻隔德意志新教徒的支持，从而能更多地关注他与法国，而不是与荷兰之间的问题。
另一方面，为了保住领土，格布哈特需要得到善於用兵的兄弟阿道夫全力支持。为了驅逐恩斯特，他还需要代尔夫特和英格兰的额外支持。提供援助显然符合英格兰和荷兰的利益；如果荷兰人牵制住在佛兰德斯的西班牙军队，而那支军队又需要一支海军提供补给，那么腓力就无法把注意力集中在英国人和法国人身上。格布哈特的使節，试图将他们的情况上升为对所有新教王公們都覺得紧迫的问题——1583年11月，他的顾问之一文策斯劳斯·楚勒格博士写信给弗朗西斯·沃尔辛厄姆称：“我向您保证，如果不帮助科隆选侯国，您就会看到低地国家的战争不久就会蔓延到整个德意志”。格布哈特分别得到了来自莱斯特伯爵的军队、以及来自马丁·申克的荷兰雇佣军的支持，结果喜忧参半。专业且领导精良的莱斯特军队表现出色，但作用有限：伊丽莎白指示帮助格布哈特却并未提供资金支持，莱斯特只得变卖自己的资产，并在部署作战时耗尽了自己的个人信贷。马丁·申克曾在佛兰德斯的西班牙军队服役，为法国国王和帕尔马公爵本人效力。他是一个熟练并富有魅力的军人，其士兵愿意为他做任何事；据报道，他可以在马鞍上睡觉，而且在战场上似乎不屈不挠。不幸的是，申克充其量也只够得上是一名陆上的海盗、浪荡者或流氓，最终他给格布哈特带来的弊大于利，正如他在威斯特法伦和韦尔战役中的表现所证明的那样。

#### 洗劫威斯特法伦

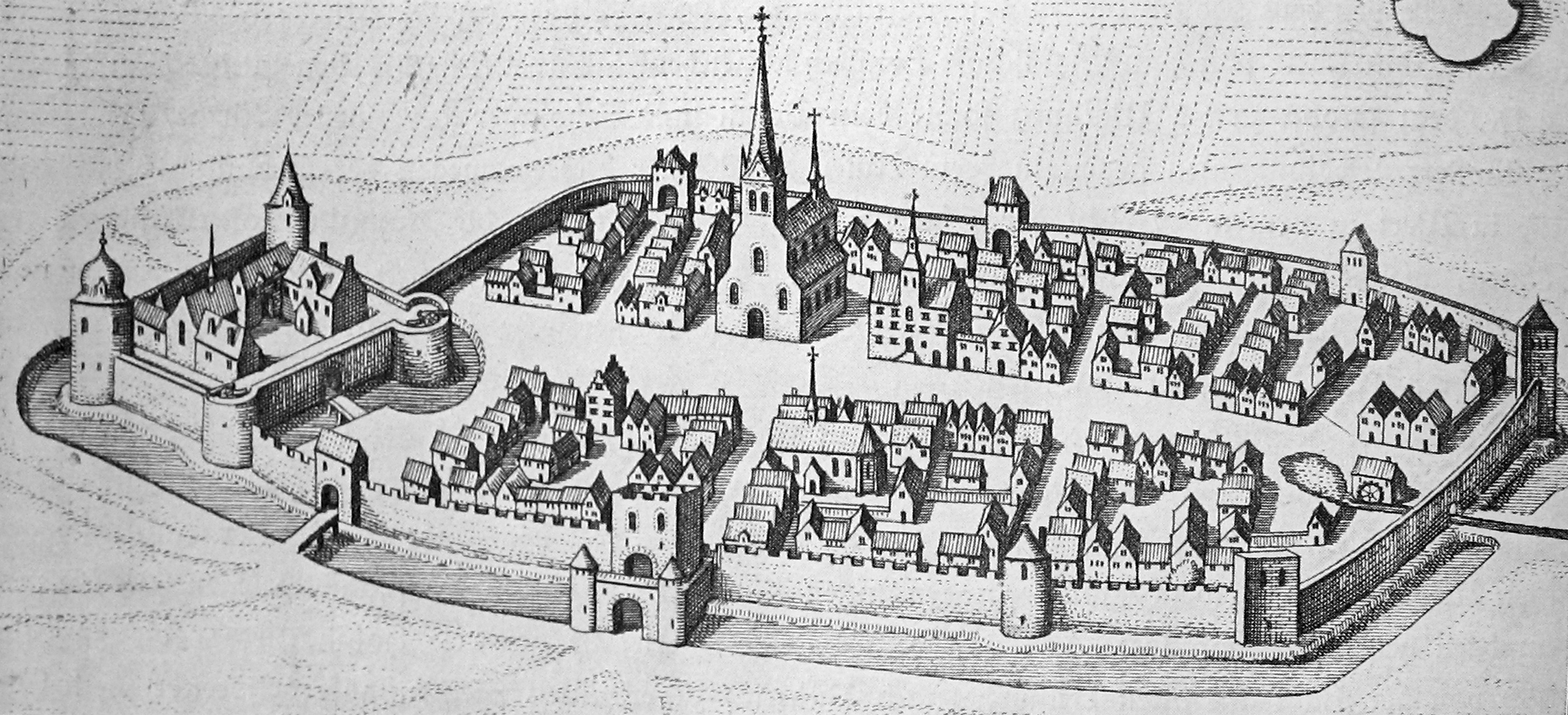
弗里德里希和申克通过一项“运盐”战略攻占了防御严密的韦尔城：他们将几名装备精良的士兵藏在一列马车里，并用盐覆盖士兵，这是16世纪版的特洛伊木马。

1586年2月底，格布哈特委派诺伊斯指挥官赫尔曼·弗里德里希和马丁·申克率500步兵和500匹马前往威斯特法伦。在对费斯特雷克林豪森实施掳掠后，他们于3月1日用诡计占领了韦尔。他们把士兵装上一列马车，并在车上铺食盐作遮盖。当运盐的马车出现在城门外时，便立刻获准进入，因为盐是一种珍贵的商品。然后，“盐渍士兵”制服了守军，占领了这座城镇。一些防御者逃到了城塞，无法被驱散。贝尔莱蒙的克劳德——也因其城堡的名字而被称为豪尔特彭内，亲自召集了4000人的军队去围攻身处韦尔的申克和弗里德里希。申克和弗里德里希受到城外豪尔特彭内以及城塞内士兵的内外夹击，遂于3月3日带着他们的士兵逃出了城。由于无法突破外围防线，他们又一次撤回城内，但有一些士兵未能进城，转而大肆掠夺邻近的村庄；共有250名当地居民遇害。3月8日，申克和弗里德里希把他们的马车装上战利品，挟持了30名地方法官作为人质，并袭击豪尔特彭内的部队，杀死了当中的约500人，而他们自己的部队则损失了200人。人质中包括市长约翰·冯·帕彭和其它几名高级官员；尽管帕彭在撤退中遇害，但在支付了高额赎金后，其余的人质均获释放。申克撤退到芬洛，弗里德里希则返回诺伊斯。

### 西班牙的干预

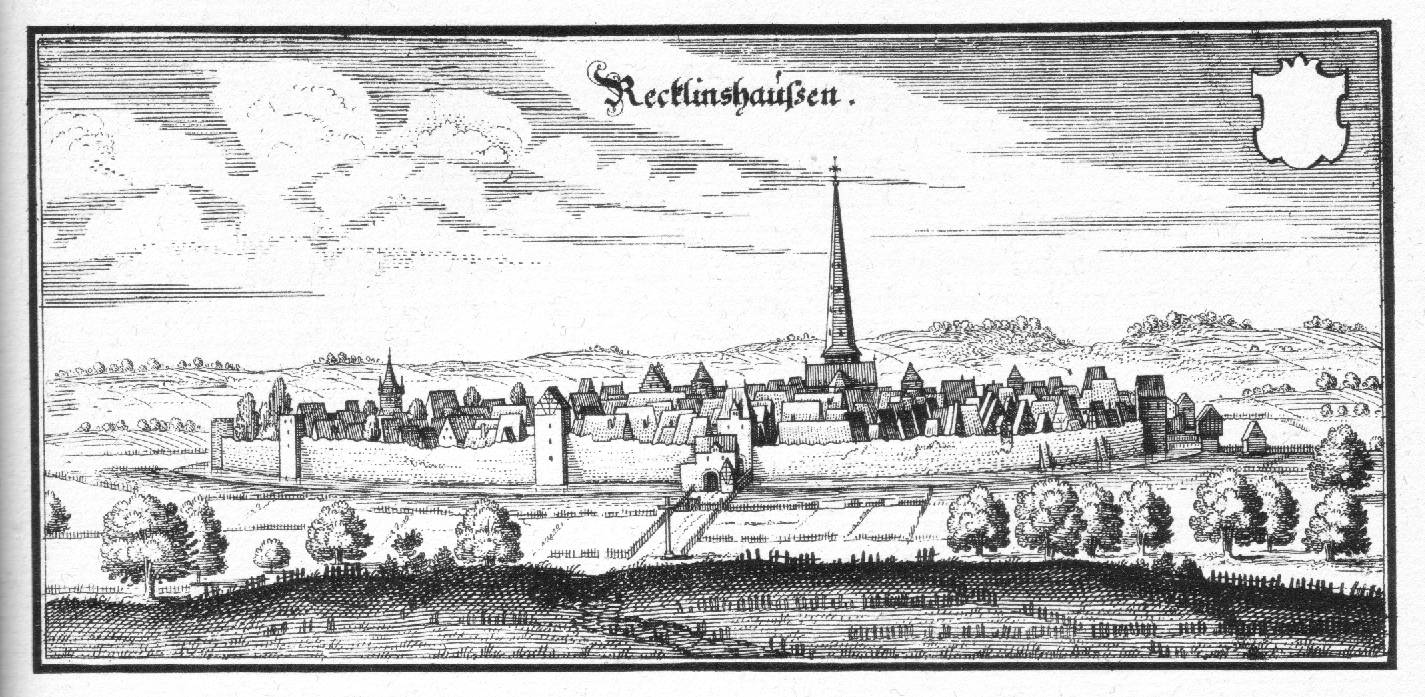
1586年春末，申克和弗里德里希洗劫了雷克林豪森

在某种程度上，格布哈特和恩斯特在赢得战争时所面临的困难，与西班牙镇压荷兰起义时遇到的困难相同。西班牙和荷兰的艰苦战争持续了80年之久，期间不时被周期性的休战所打断，因为双方都需要继续收集资源。这种战争的特征在于：敌人大多身处在受意式菱堡防御的武装城镇内，从而意味着城镇必须被占领，然后作进一步巩固和维护。对于格布哈特和恩斯特、以及在附近低地的西班牙将领而言，赢得战争不仅意味着要动员足够的人去围攻看似无穷无尽的敌人炮垒，而且还要维持己方的军队规模，以保卫已经获得的所有财产。在这方面，科隆战争与荷兰起义类似，都是一场围城战争，而不是在野外的集兵对阵，也不是两个世纪前和两个世纪后的战争特点——调遣、佯攻和回避。此类战争需要能够操作攻城武器的人，也就是需要投入大量的经济资源供士兵构建和摧毁围城工程，才能维持攻城武器运作的政治和军事意愿。西班牙人面临的另一项麻烦——距离，使他们对干预科隆事务产生了浓厚的意愿：选侯国恰好地处莱茵河与西班牙之路之间。

#### 夷平诺伊斯
格布哈特的支持者——诺因阿尔的阿道夫于1586年3月包围诺伊斯，并说服了恩斯特的小规模驻军投降。他对城市进行了加固和补给，并任命年轻的赫尔曼·弗里德里希指挥1600人的卫戍部队，其中大部分由德意志和荷兰士兵组成。诺伊斯的防御工事十分坚固；100年前，它曾抵挡住了勃艮第公爵大胆查理的长期围城，在河流的天然屏障、要塞和驻军之间，除了最坚决的攻击，它几乎能抵挡住一切。 1586年7月，帕尔马公爵接近并包围了这座城池；具有讽刺意味的是，阿格内斯的堂兄——曼斯费尔德的卡尔及其部队是西班牙军队的一部分，他们集结在一起进攻诺伊斯。在亲自指挥下，帕尔马的军队令人印象深刻；除了曼斯费尔德的2000名士兵，他还有大约6000名步兵和方阵兵與2000名骑术精湛、经验丰富的意大利、西班牙和德意志骑兵，以及分别架设在河对岸的多面堡和离城墙不远处高地上的45门加农炮。根据1586年普遍接受的战争协议，帕尔马在炮击前要求城镇投降；但遭到弗里德里希的婉言拒绝。翌日，即圣雅各伯节（西班牙主保圣人的节日）当天，炮击并未实施，但西班牙军营中流传着一些假新聞，称新教徒在天主教的圣日活活燒死了两名西班牙士兵，这种亵渎行为点燃了他们對於迫在眉睫的戰爭的鬥志。

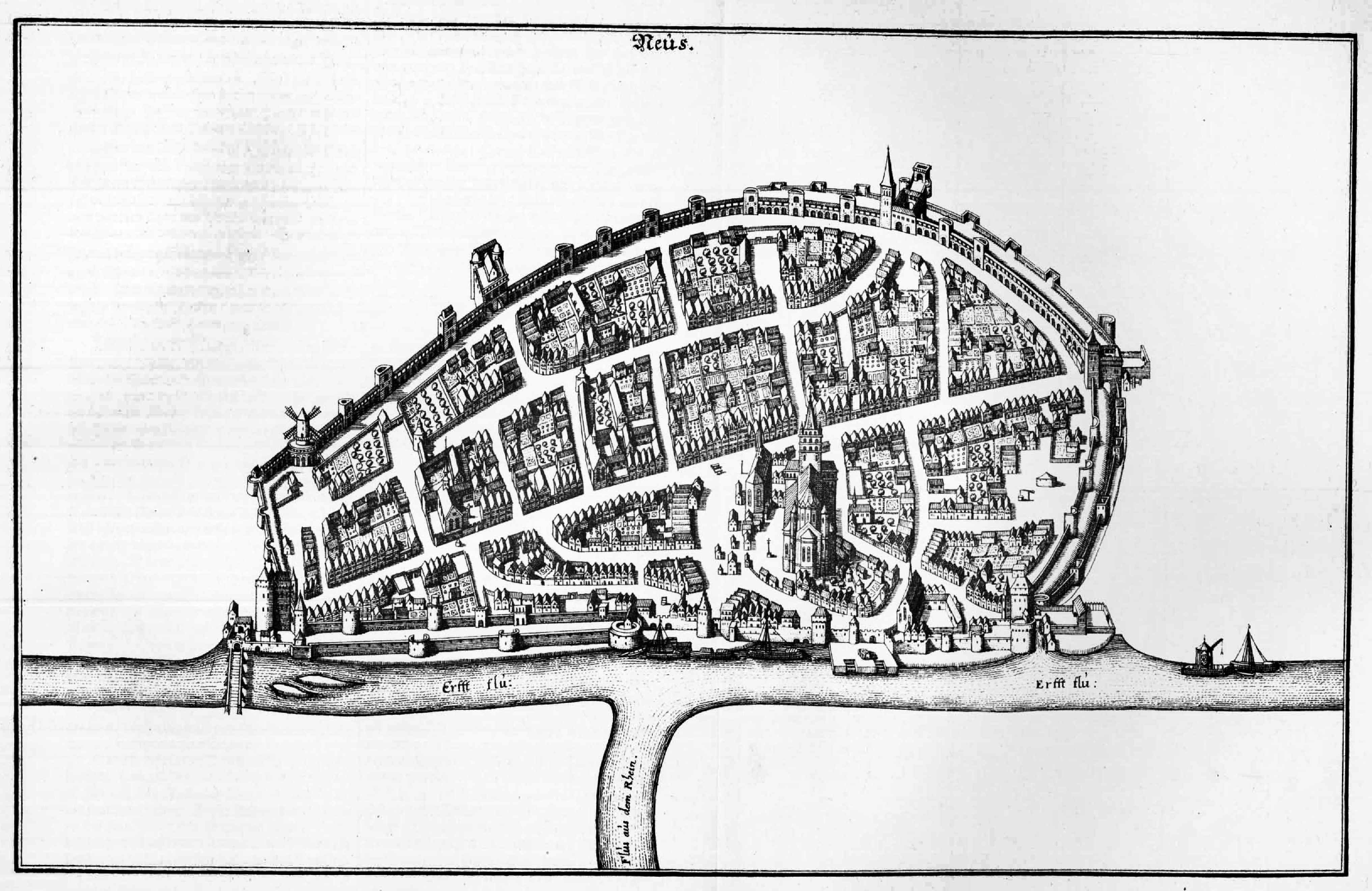
诺伊斯城的雕刻地图，展示了从一扇城门到另一扇城门的宽阔街道；士兵们从每座城门闯入。挨家挨户的殺戮後，他们在市场找到了弗里德里希，并将他吊死在一扇窗户上。

第二天，帕尔马用重达30至50磅的铁炮弹轰击城墙达3小时之久；他的大炮总共发射了逾2700轮。西班牙人曾多次企图攻入这座城镇，但每次都被弗里德里希的1600名士兵击退。第九次突击冲破了外围城墙。西班牙和意大利的军队从两端进入城镇，并在中部汇合。弗里德里希严重受伤（据报他的腿几乎被扯断，还有其他五处重伤），已被抬进城内。不久，帕尔马的部队便发现了正在由妻子和妹妹照料的弗里德里希。尽管帕尔马更倾向于用剑斬首来向这位守备司令致敬，但恩斯特要求立即执行死刑。垂死的弗里德里希，以及其手下的几名军官，遂被絞死在窗户上。
帕尔马放縱將士，意大利和西班牙士兵在全城殺得血流成河，屠杀了剩余的守军，甚至包括那些降兵降卒，殺完軍人以後以後，他们就开始對城鎮燒殺擄掠。一開始並未屠殺教堂內避難的平民，但他們也縱火焚燒教堂，於是教堂避难的平民被迫逃出，被殺紅了眼的士兵圍困屠殺。记载中，有很多身上著火且正试图逃离火场的老人與妇孺，被愤怒的西班牙軍人困住而燒死；但即使他们能逃过战火和西班牙軍人的追捕，也会被另一波愤怒的意大利士兵逼入绝境。大量平民被殺戮。帕尔马致信腓力国王称，有逾4000人死在沟渠（护城河）内。英国观察员证实了这一报道，并详细说明無情的戰火中，仅八座建筑物得以幸存。

### 围城战的推进
帕尔马已经在诺伊斯完成了一次重大突击，而荷兰的西班牙军队也凭借其资源优势迅速打破僵持，转向有利于恩斯特。1586年，恩斯特的盟军保住了费斯特雷克林豪森，尽管他们没能捕获难以捉摸的申克，但他们把诺伊斯夷为平地，证明了他们势不可当的火力。1587年，他们包围并占领了上施蒂夫特地区的设防城镇，夺回了波恩、戈德斯堡、林茨，以及遍布乡间的几十个小规模设防城镇、村庄和农场。在整个过程中，双方的士兵都在乡间到处抢掠，搜寻重要官员、战利品或其他贵重物品。1587年11月12日，沃尔辛厄姆的一名线人写道，“法尔滕东克（马丁·申克）的士兵们每天都出外远足，在各地都造成了极大的伤害，因为他们可四处自由通行。某日傍晚，他们骑着180匹马来到奥歇尔和林茨之间的波恩上方，想要囚禁伊森堡的萨伦丁伯爵，但是他们的计划没有成功，因为萨伦丁退到了一座城堡内”。1588年初，格布哈特的支持者再次占领了波恩；沃尔辛厄姆在普法尔茨海德堡的一名观察员报告称，趨炎附勢的贵族和300名西班牙士兵在波恩郊外被杀。
至1588年春，格布哈特已别无选择了。1583年，他曾拒绝法兰克福和威斯特法伦谈判后提出的解决方案，指望得到其他新教选帝侯的支持。当对方的支持无法实现时，他又透過外交管道向法国、荷兰和英国求援；此举也收效甚微。继1586年诺伊斯被摧毁后，其大部分南部领土也于1587年淪陷，莱茵贝格及其周边地区成为他唯一可以宣称拥有的选侯国领土，但当中的大部分又于1588年从他手中溜走。他已经用尽了外交、财政和军事上的各种可能。他的健康问题（关节疼痛）使他不能骑马，这限制了他出行的能力。1588年春，他放弃了把选侯国改為世俗國家的主張，转而接受诺因阿尔和马丁·申克的保护，并隐退於斯特拉斯堡。诺因阿尔和申克继续为他而战，但前者死于1589年的一次炮弹爆炸，后者则在那年夏天的奈梅亨战役中丧生。由于没有了他们来捍卫自己对选侯国的主张，格布哈特在选侯国北部的最后一座军事要地——莱茵贝格，也于1589年被帕尔马的部队攻陷。

## 战后影响
格布哈特被驱逐后，恩斯特全权掌管了科隆选侯国。在他的晚年，总主教区的财政由圣座驻科隆大使接管；而恩斯特的侄子——巴伐利亚的费迪南德作为维特尔斯巴赫的法定继承人，则被选为座堂圣职团成员。1612年恩斯特去世后，教堂圣职团推举他的侄子担任其职位，而维特尔斯巴赫世家一直把持着选侯国直至1761年。恩斯特的胜利，既是1583年选举的胜利，也是1585年说服其他选侯接受他、确认他为新任科隆总主教的胜利，从而使维特尔斯巴赫世家在莱茵河以北有了立足之地。
恩斯特的统治，以及他的四位维特尔斯巴赫继任者的统治，加强了其家族在帝国政治中的地位。天主教派系的胜利进一步巩固了神圣罗马帝国西北地区的反宗教改革运动，特别是在与新教领土接壤的明斯特、帕德博恩、奥斯纳布吕克和明登等总主教辖区。一旦恩斯特的兄弟或诸如帕尔马公爵等盟友重新掌权，耶稣会的修士就能有效识别出所有顽抗的新教徒，并使他们回歸天主教。反宗教改革运动在莱茵兰低地得到贯彻落实，其目标是让每一位新教徒——无论路德宗还是喀爾文派，都能被带回聖座的怀抱。通过他们的努力，西班牙人在莱茵河上获得了重要的桥头堡，确保了通往北方叛乱省份的陆路通道，这有助于将已经持续了很长时间的分离战争延长到下个世纪。
最终，与法国、英格兰和西班牙等日趋集权的國家相比，德意志在地方和区域上仍保留高度自治的传统。这种结构和文化上的差异使它们很容易受到西班牙、法国、意大利、荷兰、英国和苏格兰佣兵的公然干涉，以及教廷资金的影响，从而加剧了德意志内部教派和王朝争端的涌动。现代欧洲政治舞台上的伟大“参与者”已经意识到，他们可以通过协助、促进或分化德意志諸侯之间的区域争端，来巩固自己在德意志或者歐洲的地位，就像他们在格布哈特和恩斯特的鬥爭中所做的那样。相反，德意志的王公们也明白，他们可以请求与更强大的邻国结盟，从而获得相较于竞争对手的优势。西属荷兰军队等外部雇佣军的参与规模开创了一个先例，使德意志各邦的地方自治和宗教的冲突日趋国际化，这一问题直至1648年的《威斯特法伦和约》才得到部分解决。尽管达成和解，德意志各邦仍然容易受到外國干预和教派分裂的影响，就像在科隆战争中一样。

### 脚注
1. ↑  Holborn，第204–246页
2. ↑  Holborn，第205页
3. ↑  Holborn，第242页
4. ↑  Jedin，第85页
5. ↑  Holborn，第227–248页
6. ↑  Holborn，第229–245页
7. ↑  Holborn，第231–232页
8. 1 2 3  Holborn，第241页
9. ↑  Holborn，第123–248页
10. ↑  Holborn，第244–245页
11. 1 2  Holborn，第243–246页
12. ↑  Jardine，第1章
13. 1 2 3 4  Wernham，第338–345页
14. ↑  Holborn，第249–250页
15. ↑  Parker 1997，第20–50页
16. ↑  Holborn，第250–251页
17. ↑  Parker 1997，第35页
18. ↑  Holborn，第191–247页
19. 1 2 3  Ennen，第291–313页
20. 1 2 3 4 5 6 7 8  Lins，第Cologne页
21. ↑  Americana，第514页
22. 1 2  BAdW，第216页，第30卷
23. 1 2 3  BAdW，第457页，第8卷
24. ↑  Michaela Waldburg. .   [2009-10-15]. （原始内容存档于2010-01-20）.
25. ↑  BAdW，第250–257页，第6卷
26. ↑  Jackson，第7–8页
27. 1 2  Lins，第Bavaria页
28. ↑  Jackson，第7页
29. ↑  Ennen，第291–294页
30. 1 2  Heinz Wember. . （原始内容存档于2009-04-30）.
31. ↑  Götz，第439–440页
32. 1 2  BAdW，第212页，第20卷
33. ↑  Tappert，第15页
34. ↑  Dotzauer，第206页
35. ↑  Schiller
36. 1 2 3  Ennen，第291–297页
37. ↑  Hennes，第6–7页
38. ↑  Ennen，第294页
39. ↑  Hennes，第25–32页
40. ↑  Ennen，第297页
41. ↑  Hennes，第32页
42. 1 2 3  Holborn，第201–247页
43. ↑  Lins，第Candlemas页
44. ↑  Hennes，第47–48页
45. ↑  Hennes，第48页
46. ↑  Hennes，第48–49页
47. ↑  Sutherland，第587–625, 606页
48. ↑  Ennen，第291页
49. 1 2  Holborn，第288–289页
50. 1 2 3  Benians，第713页
51. ↑  Brodek，第395–405, 401–405页
52. 1 2 3  Götz，第439–441页
53. ↑  Holborn，第288页
54. ↑  BAdW，第484页，第23卷
55. 1 2 3  Benians，第708页
56. ↑  Hennes，第64页
57. ↑  Hennes，第69页
58. ↑  Elizabeth，第250–265页，Gebhard to Francis Walsingham
59. ↑  Elizabeth，第250–265页，Gebhard to the Archbishop of Canterbury, and the Bishop of London
60. ↑  Elizabeth，第250–265页，Gebhard to the Queen
61. ↑  Weyden，第43页
62. ↑  Ennen，第159页
63. ↑  Elizabeth，第250–265页，Bizarri to Walsingham
64. ↑  Hennes，第69–74页
65. ↑  Elizabeth，第125–134页，Dr. Lobetius to Walsingham
66. ↑  Sutherland，第606页
67. ↑  Tenison，第128页
68. ↑  Benians，第708–710页
69. 1 2  Benians，第713–714页
70. ↑  Holborn，第219–247页
71. ↑  夏伯嘉，第71页
72. ↑  Hennes，第71–72页
73. ↑  Hulme，第507–510页
74. 1 2 3  Parker 2004，第1–2章
75. ↑  Israel，第24页
76. ↑  Heal，第310页
77. ↑  MacCaffrey，第295页
78. ↑  Elizabeth，第203–211页，Dr. Wencesslaus Zuleger to Lord Francis Walsingham
79. ↑  BAdW，第62页，第31卷
80. ↑  Parker 2004，第14页
81. ↑  Schenck，第129–131页
82. ↑  Davies，第233页
83. ↑  Hennes，第153–168页
84. ↑  Hennes，第157页
85. ↑  Hennes，第156–158页
86. 1 2 3  Parker 2004，第17页
87. ↑  Parker 2004，第18页
88. ↑  Hennes，第185–186页
89. ↑  Hennes，第30页
90. 1 2  Hennes，第159页
91. ↑  Davies，第188页
92. ↑  Hennes，第158–159页
93. ↑  Hennes，第163页
94. ↑  Hennes，第164页
95. ↑  Hennes，第164–165页
96. ↑  Hennes，第165页
97. ↑  Black，第114–115页
98. ↑  Elizabeth，第409–429页，News from divers parts
99. ↑  Elizabeth，第593–607页，Stafford to Walsingham
100. ↑  Meister，第325–358页
101. 1 2 3  Brodek，第400–401页
102. ↑  Hennes，第177–179页
103. ↑  Brodek，第400–405页
104. ↑  Brady，第365页
105. 1 2  Scribner，第217–241页
106. 1 2  Parker 1997，第导言页
107. ↑  MacCulloch，第266, 467–484页